# 다카기 다카히로
다카기 다카히로(일본어: 高木 貴弘, 1982년 7월 1일 ~ )는 일본의 전 축구 선수이다.

## 구단 경력
과거 제프 유나이티드 이치하라, 더스파 구사쓰, 오미야 아르디자, 콘사돌레 삿포로, 알비렉스 니가타, FC 기후, SC 사가미하라에서 활동하였다.